# Giocando nei campi del Signore
Giocando nei campi del Signore (At play in the fields of the Lord in inglese e Brincando nos campos do Senhor in portoghese) è un film del 1991 diretto da Héctor Babenco. Il film, tratto dal romanzo omonimo di Peter Matthiessen, è sceneggiato dal regista assieme a Jean-Claude Carrière.

## Trama
Atterrato, per mancanza di benzina, mentre sorvola la foresta amazzonica con un biplano a servizio di sfruttatori cinici, Lewis Moon, un mercenario senza scrupoli, discendente degli Cheyenne, si trova inaspettatamente a contatto con gli Indio Niaruna, rimasti nella foresta in balìa di bianchi determinati a sterminarli per impadronirsi di un terreno aurifero. Per un soprassalto di coscienza, decide di condividerne la sorte, e dopo un fuggevole ritorno alla base, riprende il volo, lanciandosi col paracadute sul villaggio, mentre il biplano va a schiantarsi contro la montagna. Scambiato dai Niaruna per un emissario di Kisu, dio del tuono, viene temuto e riverito. In seguito, la sua storia interseca quella di due coppie di pastori integralisti americani. Una, spinta da un irrazionale fanatismo religioso, intollerante e arrogante, è quella formata da Leslie Huben e dalla bionda Andy: l'altra è quella di Martin Quarrier, più flessibile e umano, e della impaurita e possessiva Hazel, che non condivide l'utopia missionaria del marito e si oppone alla disinvoltura del figlioletto nel familiarizzare con i coetanei indio e adeguarsi ai loro comportamenti disinibiti e primitivi. I tre diversi tentativi di riscattare i Niaruna dalla loro condizione di primitivi e indurli a comportamenti civili si risolveranno in modo drammatico.

## Produzione
Il produttore Saul Zaentz desiderava produrre il film fin da quando aveva letto il romanzo. Scoprì che la MGM possedeva però l'opzione per i diritti del libro. Zaentz ha continuato a provare ad acquistare i diritti ogni volta che c'è stato un cambio esecutivo alla MGM fino al 1989, quando il nuovo studio diretto da Jay Kanter e Alan Ladd, Jr. ha deciso che MGM non avrebbe più realizzato il film. Zaentz ha quindi pagato $ 1,4 milioni per i diritti di trasposizione. Il film è costato 30 milioni $ ed è stato girato per sei mesi in Perù e Brasile in condizioni impervie.  In principio, al posto di Daryl Hannah, il ruolo di Andy avrebbe dovuto essere interpretato da Laura Dern. Le musiche originali del polacco Zbigniew Preisner sono state nominate ai Golden Globe del 1991.

## Critica
"Merito e orgoglio di questo kolossal pagato dagli yankees ma diretto da un latinoamericano doc come l'argentino- brasiliano Babenco (uno dei nomi di punta della generazione anni Ottanta) è di essere contraltare problematico a tutte le enfasi celebrative, se si deve dar retta alla dissociazione di Marlon Brando da uno dei due film in dirittura d'arrivo sul tema, sul Quinto Centenario colombiano. Ma Giocando nei campi del Signore (è la suggestiva battuta pronunciata da Moon quando, in una splendida e sontuosa scena aerea, annuncia via radio la sua incredibile scelta) ha pure il merito, purtroppo diluito in una lentezza autolesionista, di mettere in scena una tragica, insolubile contraddizione." (Paolo D'agostini, Repubblica)
"L'adattamento di Hector Babenco del romanzo di Peter Matthiessen, è una grande e malinconica avventura cinematografica, vividamente realizzata nelle giungle del Brasile, su persone che non sono in contatto tra loro e in pericoloso contrasto con un mondo primordiale che non capiscono affatto ma vorrebbero aiutare (...) A conti fatti, si può dire però che il film coinvolge l'intelletto più delle emozioni." (Vincent Canby, The New York Times)